# Pomerania Sueca
La Pomerania Sueca (en sueco: Svenska Pommern; en alemán: Schwedisch-Pommern) fue un dominio de la Corona Sueca entre los siglos XVII y XIX, situada en lo que hoy en día es la costa báltica de Alemania y Polonia. A consecuencia de las guerras polaco-suecas y de la guerra de los Treinta Años, Suecia consiguió un importante control sobre la costa báltica sur, incluyendo Pomerania y partes de Silesia y Prusia. Tras la Paz de Westfalia de 1648, Suecia recibió la Pomerania Occidental o Vorpommern, y una franja de la Pomerania Oriental o Hinterpommern, con las islas de Rügen, Usedom y Wolin. Suecia controló Pomerania como Reichsfürsten (príncipe imperial) del Imperio. Suecia perdió sus territorios en Pomerania como consecuencia de la disolución del Sacro Imperio Romano Germánico en 1806 durante las guerras napoleónicas.

## Historia

### Guerra de los Treinta Años

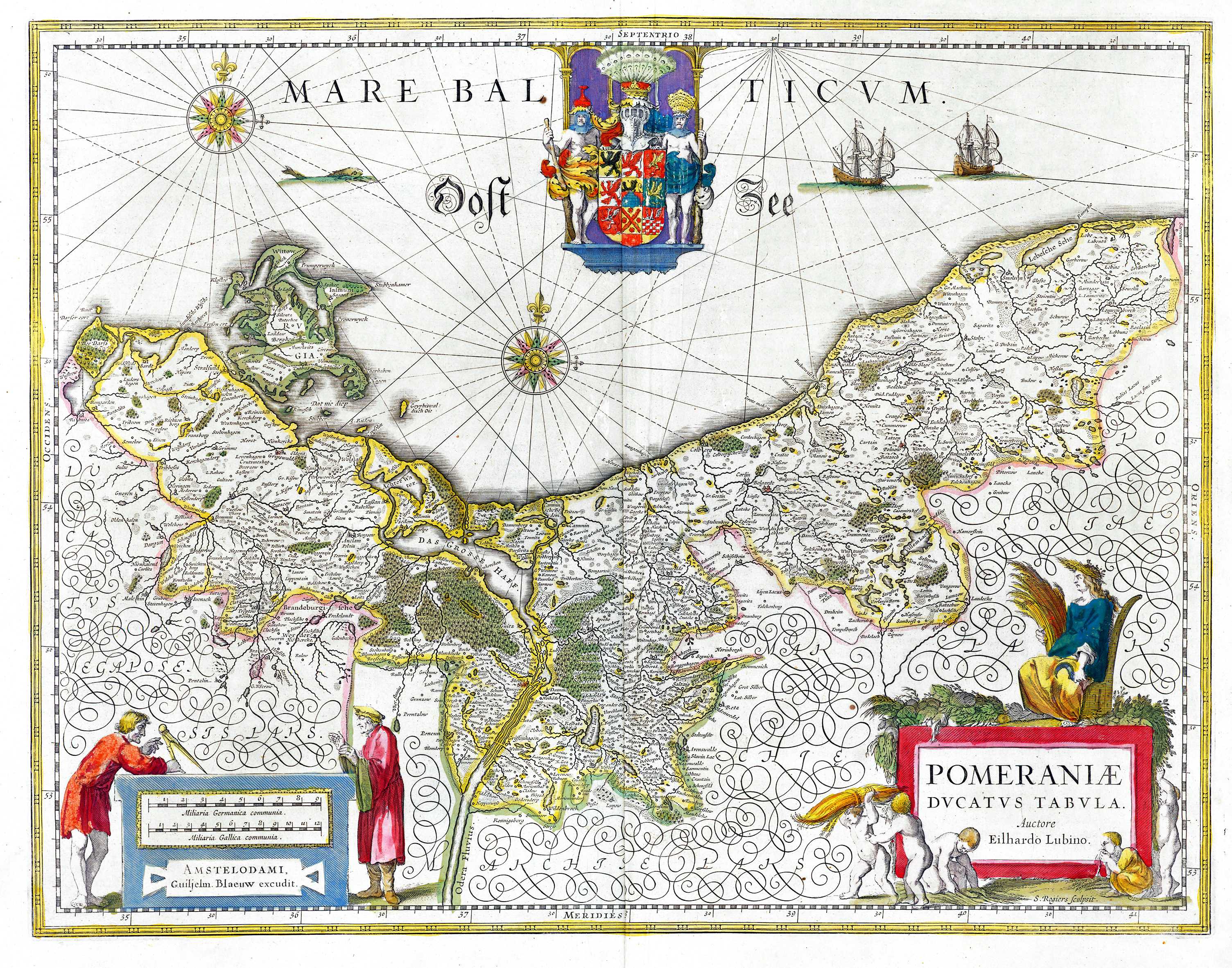
Pomerania en el, en el Atlas Blaeu (posterior Atlas Maior)

Pomerania se vio envuelta en la guerra de los Treinta Años en la década de 1620. Con la ciudad de Stralsund sitiada por las tropas imperiales, su soberano, Bogislao XIV, duque de Pomerania, concluyó un tratado con el rey Gustavo Adolfo de Suecia en junio de 1628. El 10 de julio de 1630, el tratado se prolongó a una especie de pacto "eterno" y a finales de ese mismo año había ya finalizado la ocupación militar de Pomerania. Después de este hecho, Gustavo Adolfo se convirtió en el soberano efectivo del país, y aunque fueron reconocidos los derechos de sucesión sobre Pomerania, que recaían sobre el elector Jorge Guillermo I de Brandeburgo, el rey sueco todavía presionó al margrave de Brandeburgo para que este rompiese con el emperador Fernando II de Habsburgo. En 1634 los estados de Pomerania asignaron el gobierno interino a una junta de dirección de ocho miembros, que continuó funcionando hasta que Brandeburgo la disolvió en 1638 a causa de la investidura imperial.
Como consecuencia Pomerania entró en un estado de anarquía, forzando de esta forma a intervenir a los suecos. Desde 1641 la administración estuvo dirigida por un consejo ("Concilium status") desde Stettin (Szczecin), hasta que el tratado de paz de 1648 otorgó los derechos sobre la provincia en favor de Suecia. En las negociaciones de paz de Osnabrück, Brandeburgo-Prusia recibió la Pomerania Oriental (Hinterpommern) y la parte del Ducado de Pomerania situada al oeste del río Oder, excepto Stettin, mientras que la franja de terreno al este del Oder, que comprendía los distritos de Damm y Goleniów y la isla de Wolin, y la Pomerania Occidental (Vorpommern) con las islas de Rügen y Usedom fueron cedidas a Suecia en calidad de feudo imperial. En 1653, en el tratado de Stettin se fijaron las fronteras con Brandeburgo de forma muy favorable para Suecia. La frontera con Mecklemburgo, a lo largo del Trebel y el Recknitz, sería fijada siguiendo los acuerdos de 1591.

### Bajo la Corona Sueca
La historia de Pomerania bajo la dominación sueca es una historia de pobreza extrema y conflicto. De 1657 a 1659, durante la Segunda Guerra del Norte, las tropas polacas, austríacas y brandeburguesas devastaron el país. El territorio fue ocupado por Dinamarca y Brandeburgo entre 1675 y 1679 durante la Guerra Escanesa, por la cual Dinamarca reclamaba la isla de Rügen y Brandeburgo el resto de Pomerania. Ambas campañas fueron en vano para los vencedores, excepto para Goleniów y la franja de terreno situada al este del Oder, que pasaron a Brandeburgo como prenda a modo de indemnización, hasta que ésta fue pagada en 1693.
Los primeros años de la Gran Guerra del Norte no afectaron a Pomerania. Hasta que las tropas danesas, rusas y polacas cruzaron sus fronteras en 1714, el Reino de Prusia apareció primero como un vacilante mediador para después pasar a convertirse también en agresor. El rey Carlos XII de Suecia dirigió la defensa de Pomerania durante un año (desde noviembre de 1714 a diciembre de 1715), antes de huir a Lund. Los daneses se apoderaron de Rügen y la Pomerania Occidental al norte del río Peene (Neuvorpommern), mientras que la Pomerania Occidental al sur del río (Altvorpommern) fue ocupada por Prusia. Por el Tratado de Frederiksborg (3 de junio de 1720), Dinamarca fue obligada a devolver el control sobre la zona ocupada a Suecia, pero en el Tratado de Estocolmo del 21 de enero de ese mismo año, se le permitió a Prusia retener sus conquistas, incluyendo Stettin. Por este tratado, Suecia cedió a Prusia el territorio al este del Oder que había ganado en 1648, así como la Pomerania Occidental al sur del río Peene y las islas de Wolin y Usedom. Los intentos de recuperar los territorios perdidos durante la guerra de Pomerania (1757-1762), enmarcada en la guerra de los Siete Años, fueron fallidos.
La entrada de Suecia en la Tercera Coalición de 1805 contra Napoleón supuso la ocupación de la Pomerania Sueca por las tropas francesas de 1807 a 1810 y de nuevo de enero de 1812 a marzo de 1813. En octubre, cuando los franceses se habían ya marchado de Pomerania, el ejército sueco derrotó a Napoleón en la batalla de Leipzig junto con las tropas de Rusia, Prusia y Austria. Suecia también atacó a Dinamarca y, por el Tratado de Kiel de 14 de enero de 1814, ésta cedió Pomerania a los daneses a cambio de Noruega. No obstante, el destino de la Pomerania Sueca se selló durante el Congreso de Viena a través de los tratados entre Prusia y Dinamarca de 4 de junio y con Suecia de 7 de junio de 1815. En estas maniobras Prusia obtuvo la Pomerania Sueca a cambio de Lauenburgo que fue cedida a Dinamarca, la cual recibió además 2,6 millones de táleros por parte de Prusia y 3,5 millones de táleros por parte de Suecia en concepto de indemnización por daños de guerra. La Pomerania Sueca fue incorporada a Prusia como "Nueva Pomerania Superior" (Neuvorpommern) dentro de la provincia prusiana de Pomerania.

### Constitución y administración

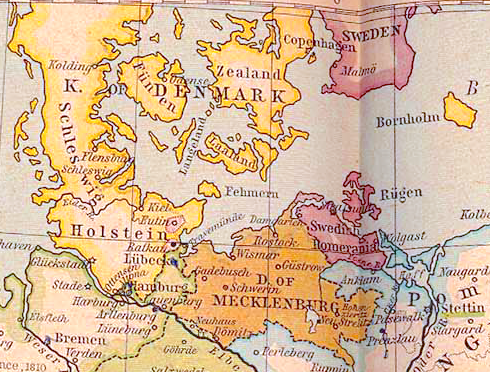
La Pomerania Sueca (al centro a la derecha en color morado) en 1812.

La nobleza de Pomerania estaba firmemente asentada y contaba con extensos privilegios, mientras que en el lado opuesto se encontraba una amplia población de siervos. Hasta finales del siglo XVIII los siervos constituían los dos tercios de la población del país. Los Estados dominados por la nobleza fueron divididos en distritos, mientras que los dominios reales, que abarcaban un cuarto del país, fueron divididos en amts.
La posición de Pomerania en el Reino de Suecia dependió de las conversaciones entre los Estados de Pomerania y el Gobierno de Suecia. Las conversaciones dieron escasos resultados hasta las Instrucciones de Gobierno del 17 de julio de 1663, y solo en 1664 los Estados de Pomerania reconocieron al monarca sueco como su nuevo soberano.
El Gobierno Real de Pomerania (die königliche Landesregierung) estaba compuesto por un gobernador general, que siempre fue un canciller del Consejo Privado de Suecia, como cabeza del mismo y por cinco cancilleres del Gobierno Real, entre ellos el presidente de la Corte de Apelación, el canciller y el comandante del castillo de Stettin, por encima del inspector de los Amts. Cuando las circunstancias lo requerían, los Estados, la nobleza, los burgueses y, hasta la década de 1690, el clero podían ser convocados para reunirse en un parlamento local denominado Landtag. La nobleza estaba representada por un diputado por distrito, y estos diputados eran a su vez enviados por sus respectivos distritos a la convención de nobles. Los diputados, por su parte, contaban con un diputado por cada ciudad con derecho a voto, destacando entre ellas la de Stralsund. El Landtag era presidido por un mariscal (Erb-landmarschall). El tercer componente de los Estados fueron los cinco (inicialmente diez) cancilleres del Landtag nombrados por el Gobierno Real de Pomerania siguiendo la terna presentada por los Estados. Los cancilleres del Landtag formaban el Land Council, que mediaba con el gobierno sueco y supervisaba la Constitución.
Los Estados, que habían ejercido una gran autoridad sobre los duques de Pomerania, fueron capaces de ejercer una influencia significativa sobre Suecia. Sus derechos de petición no fueron, sin embargo, limitados, y por los privilegios otorgados por el rey Federico I en 1720 les fue reconocido un derecho explícito a participar en materias de legislación e impuestos.

### Sistema legal
El sistema legal en Pomerania estuvo caracterizado por un estado de gran confusión debido a la falta de una legislación consistente o una colección de leyes muy básicas y, en cambio, había una disparatada colección de principios legales. El dominio sueco trajo al menos el gobierno de las leyes dentro de un sistema de tribunales. Comenzando en 1655, los casos podían ser apelados ante el tribunal de primera instancia a la corte de apelación en Greifswald (localizada en Wolgast desde 1665-1680), donde las sentencias eran tratadas bajo la ley de apelación de 1672, obra conducida por David Mevius. Los casos bajo ley canónica iban directamente a un consistorio situado en Greifswald. Desde la corte de apelación, los casos podían ser apelados al tribunal supremo para los dominios suecos en Alemania, el Alto Tribunal en Wismar, que fue abierto en 1653.

### Economía
En términos económicos, Pomerania no supuso ninguna ganancia para Suecia. Solo bajo la administración de Fredrik Vilhelm von Hessenstein (1776-1791) produjo un surplus (unos ingresos totales hasta 1782 de 250 000 táleros). Por otra parte, representaba un auténtico lastre, donde la mayor parte de los gastos se destinaban a la fortificación de Stralsund y las defensas militares en general. La primera fuente de ingresos eran las licencias, los derechos de aduana para la importación y exportación por mar. Los impuestos sobre licores y grano fueron remplazados por un impuesto personal, el Quartalsteuer (impuesto trimestral), que en el siglo XVIII fue sustituido por un impuesto base, el hujensteuer. La población de la Pomerania Sueca era de 89 000 habitantes en 1766, la cual alcanzó los 113 000 habitantes en 1802, con un cuarto de los mismos viviendo en la isla de Rügen.

### Abolición de la Constitución
Por la proclamación real del 26 de junio de 1806, la Constitución de Pomerania fue suspendida y abolida. Las Instrucciones de Gobierno de 1766, el Acta de Unión y Seguridad de 1789 y la Ley de 1734 pasaron a tener precedencia y fueron implementadas a partir del 1 de septiembre de 1808. La razón de esta sanción real fue que los Estados, pese a la prohibición real, se habían reunido en cortes para apelar contra los estatutos reales, en concreto el estatuto del 30 de abril de 1806 referente al incremento del ejército pomerano. En la nueva orden, Gustavo IV Adolfo intentó formar un gobierno dividido en departamentos. Se introdujo la legislación de la Iglesia sueca. El país fue dividido en cuatro distritos provinciales (Härad) y distritos congregacionales (Socken) de acuerdo con el modelo de administración sueco. Los Estados de Pomerania solo podrían ser convocados para cuestiones específicamente referentes a Pomerania y Rügen. El nuevo papel del Landtag estaba basado en el Riksdag de los Estados suecos, teniendo lugar las conversaciones referentes a su nuevo papel en agosto de 1806, donde declararon su lealtad al rey y le aclamaron como su soberano. Durante esta especie de revolución, se planearon e implementaron muchas reformas sociales, la más importante de las cuales fue la abolición de la servidumbre el 4 de julio de 1806.

## Lista de gobernadores generales
- Sten Svantesson Bielke (1633-1641)
- Lennart Torstenson (1641-1648)
- Carl Gustaf Wrangel (1648-1650)
- Johan Oxenstierna (1650-1652)
- Axel Lillie (1652-1661)
- Otto Wilhelm Königsmarck (1679-1685)
- Nils Bielke (1687-1698)
- Nils Bielke (1698-1711)
- Johan August Meijerfeldt (1713-1747)
- Axel von Löwen (1748-1766)
- Hans Henrik von Liewen (1766-1772)
- Carl Fredrik Sinclair (1772-1776)
- Fredrik Vilhelm von Hessenstein (1776-1791)
- Eric Ruuth (1792-1796)
- Filip Julius Bernhard von Platen (1796-1800)
- Hans Henric von Essen (1800-1809)